# 头巾头像鹰扬金币
头巾头像鹰扬金币（英語：Turban Head eagle），又名带帽头像鹰扬金币（Capped Bust eagle），是美国铸币局于1795至1804年间铸造的一种10美元面额金币或鹰金币。这种硬币由罗伯特·斯科特设计，是鹰扬系列金币的开山之作，铸币局此后一个多世纪里都有生产这一系列硬币，直至1933年停止铸造流通金币时止。“头巾头像”实际上名不符实，自由女神并没有佩戴头巾，而是戴了一顶帽子，部分学者认为这顶帽子要么是伞状帽，要么是弗里吉亚无边便帽（又称自由帽），只是自由女神头上的饰物和扭转的头发看起来与头巾有些相似。
《1792年铸币法案》建立美国铸币局并授权铸造多种硬币，鹰扬金币是其中面额最大的一款。铸币局首先铸造的是铜币和银币，直至1795年才开始生产金币。设计者起初打算让银币正面五角星的数目与组成美国联邦的州数目相等，但之后还是决定采用13颗星星，纪念建国时的13个州。硬币背面是嘴中叼有花环的老鹰，但事实证明这一设计不得人心，因此换成了纹章式的老鹰。
随着金价不断攀升，提炼金币中的黄金成了有利可图的营生，为此，总统托马斯·杰斐逊于1804年下令鹰金币停产，铸币局在此后30多年里都没有铸造过这一面额的流通币。1834年，铸币局打造了4枚鹰金币，用于凑齐硬币套装作为礼物送给外国领导人。这4枚硬币上所标年份虽然仍是1804，但与1804年铸造的硬币存在不同，其上数字“4”的字体存在差异，4枚金币也从此跻身最珍贵的美国硬币行列。

## 背景
1791年，联邦国会通过决议，授权总统乔治·华盛顿建立铸币局。华盛顿认为单有这项决议还不足以实现目标，因此要求国会通过全面性的法律，直接规管新建立的部门。国会于是通过了《1792年铸币法案》，其中详细列举了新美国硬币的规格，这些硬币中又以鹰金币面值最高，达10美元。
费城铸币局成立后于1793年开始铸造美分和半美分硬币，但由于国会把首席铸币员和冶金分析师的担保金额定在1万美元，当时有意冶金分析师一职的人员无法筹得这样高额的保证金，因此贵金属硬币的铸造被迫延迟。1794年，国会分别将首席铸币员和冶金分析师的担保金额降至5000和1000美元，总统华盛顿任命的人选于是得以上任，银元也在同年投产。
1795年2月，来自波士顿的摩西·布朗将黄金存入铸币局，正是这些黄金打造了第一枚金币。1795年5月左右，首任铸币局局长戴维·里滕豪斯要求雕刻师罗伯特·斯科特（Robert Scot）开始准备压制金币所需要的金属模具。里滕豪斯于同年6月辞职，这时模具尚未完成。新局长亨利·德索绪尔于1795年7月9日上任，并下令对金币项目加速。德索绪尔还公开宣布，铸币局会生产出美国的第一批金币。第一枚半鹰金币（5美元硬币）在22天后问世。鹰金币的金属模具也顺利完成，估计很可能是由斯科特和长时间在铸币局工作的亚当·艾克菲尔特共同制作。

## 设计

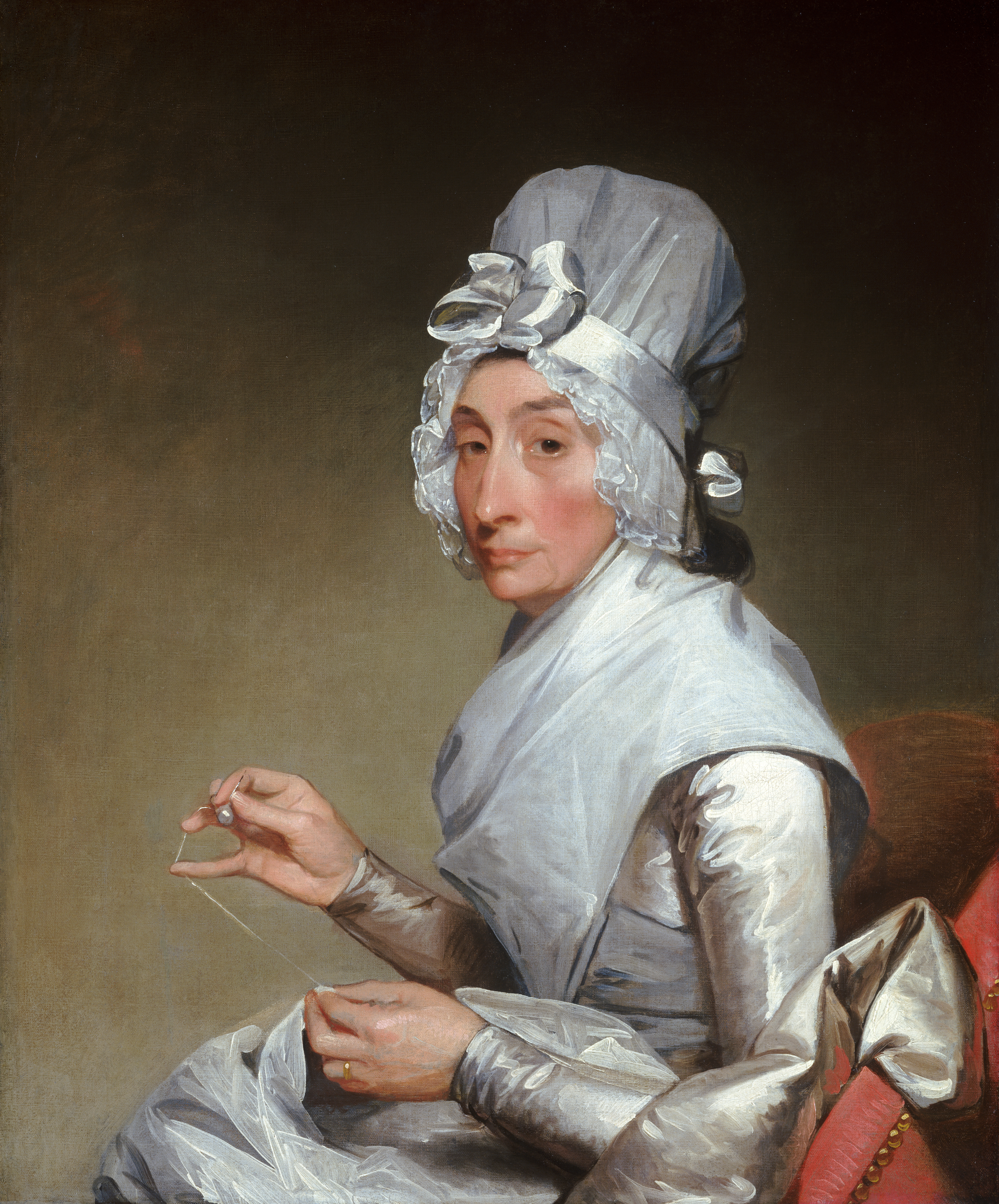
吉尔伯特·斯图尔特于1793年所绘的这幅画上画的就是一位戴着头巾式女帽的女性

头巾头像鹰扬金币是由罗伯特·斯科特设计，其中正面设计只有一种，背面有两种。这些设计与同时期生产的银币和铜币相同，铸币局当时还没有在金币上刻上面额。斯科特正面设计的源起暂未确定，艺术史学家科尼利厄斯·弗缪尔（Cornelius Vermeule）指出，斯科特在鹰金币上描绘的自由女神和1792年5美分硬币（首枚美国正式硬币）上的肖像存在类似之处，他还估计，硬币上的人物形象有可能是首任第一夫人马莎·华盛顿。弗缪尔还认为，除非一开始就打算做成雕塑，否则半身像上不会有衣纹：“这个地方对希腊罗马古典主义存在误解”。钱币学历史学家沃尔特·布林（Walter Breen）认为，斯科特刻画的肖像有可能“模仿了一些罗马风格古希腊女神的同时期仿制品，然后改变人物发型、加上衣纹和一顶超大的软帽”。弗缪尔认为硬币上人物所戴的是伞状帽，对于翻身的奴隶来说，这种帽子就是自由的象征。但布林对此表示异议，他还原了1825年时铸币局局长塞缪尔·摩尔（Samuel Moore）所写的一封信，称金币上的帽子“样式并不是自由帽，有可能（只）是符合当时潮流时尚的饰物。”钱币学作家大卫·兰格（David Lange）认为，硬币上的头饰是头巾式女帽，这在当时非常流行。
硬币背面的设计分为两种，1795至1797年中期出产的头巾头像鹰扬金币上描绘的是一只栖息在树枝上的老鹰，嘴里叼着代表胜利的花环，周围则以（“美利坚合众国”）环绕。弗缪尔认为，这只老鹰的外形“难以形容”，但这一设计还是有着“健康的个性和一种近乎质朴的魅力”。布林认为，老鹰所站的树枝来自棕榈树，这一设计是在向来自南卡罗莱纳州的德索绪尔致敬。1797年中期以后，硬币反面的设计根据美国国徽改成纹章式老鹰。布林指出，斯科特在这一设计上存在失误，因为纹章式老鹰两只爪子上所抓的箭和橄榄枝分别代表战争与和平，通常情况下应该是将橄榄枝放在占主导地位的右爪，并且老鹰的头也是朝向橄榄枝，表示向往和平，但硬币上的实际情况却截然相反。

## 生产

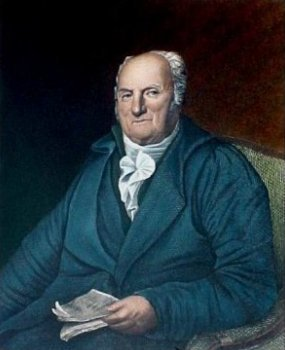
铸币局局长埃利亚斯·布迪诺（图）要求铸币局雕刻师斯科特重新设计头巾头像鹰扬金币的背面

半鹰金币投产后不久，鹰金币的生产也随之展开，但确切日期缺乏文献记载。沃尔特·布林认为，第一批鹰金币是在1795年8至9月生产的，到9月22日时，铸币局已经生产出1097枚可以用于流通的鹰金币。这其中有400枚立即支付给了宾夕法尼亚银行，正是该行之前将铸造鹰金币的黄金存入铸币局。此外，艾克菲尔特还拿了一枚硬币放入铸币局钱币收藏。
钱币学作家迪安·阿尔巴尼斯（Dean Albanese）认为，有关铸造前400枚鹰金币的黄金是由总统华盛顿提供的传言应该不大可能是真实的，因为这相当于4000美元的现金，以当时来说可谓是笔巨款，需要华盛顿投入自己的大部分资本。阿尔巴尼斯还指出，大部分现存的1795年鹰金币都没有受到严重的磨损，这有可能是因为当年华盛顿下令政府买下许多硬币，用来赠送给显贵人士。根据部分文献记载，华盛顿也拿到了一枚鹰金币，但无法确定这是否就是铸币局生产的第一枚金币。
由于技术条件的限制，18世纪90年代时硬币模具的生产非常困难、昂贵而耗时，而且还无法对这些模具进行机械复制。在这样的情况下，如果模具不同，那么即便是同年生产的硬币也可能存在差异。模具如果在进入新年时还能够使用，那么通常就会继续利用，有时只是将上面标识的年份重刻。不同的模具使得部分硬币有显著差异，例如一些1795年版鹰金币的棕树枝上有13片叶子，另一些则只有9片。
1795年下半年，铸币局冶金分析师阿尔比恩·考克斯（Albion Cox）逝世，鹰金币的铸造工作因此暂停。当时铸币局采用人力螺旋压力机来压制硬币，越大的硬币所需的体力也越大，所以大部分头巾头像鹰扬金币上的纹路都比较浅。1795年末，铸币局一共铸造出176枚鹰金币，金币生产于1796年3月下旬恢复，之前铸造的大部分金币这时都已支付出去。
半鹰金币的尺寸与包括英国坚尼和法国金路易在内的多种外国金币类似，这种金币在国际贸易中得到普遍接纳，并且其面值也适用于多种业务往来。布林认为，德索绪尔正是在同银行官员磋商后出于对以上问题的考量而决定先铸造半鹰金币。鹰金币的尺寸偏大，并且面值对于大部分业务往来都太高，所以很快就变得不得人心。
鹰金币的正面原有15颗五角星，代表1795年时美国联邦的15个州。1796年田纳西州加入联邦，因此硬币正面又增加了一颗星星。铸币局于6月2日铸造出首枚1796年版鹰金币，田纳西州正是在前一天加入联邦。布林指出，国会一度对田纳西州加入联邦存在反对意见，这些意见直到6月1日该州正式加入前不久才得以解决，所以铸币局应该是在这天以后才生产出有16颗星的鹰金币。根据记载，1796年生产的其他面额较小的硬币是采用表面抛光过的坯盘铸造，以迎接田纳西的建州庆曲，所以很可能这年的鹰金币也是采用品相更佳的坯盘。考虑到将来还有可能会有新的州加入联邦，铸币局官员决定，硬币正面的星星数量定在13颗，代表建国时的13个州，今后都不再更改。费城在1776、1797、1801和1803年都爆发了黄热病疫情，因此铸币局在这些年份生产的硬币数量也相应减少，同时鹰金币不及其他面额硬币那样受欢迎，所以铸造的数量更少。
公众对斯科特起初设计的硬币背面不满，觉得上面的老鹰太过瘦弱，不足以成为泱泱大国美利坚所渴望成为的形象。新任铸币局局长埃利亚斯·布迪诺要求斯科特重新设计硬币背面。1796年铸造的2.5美元鹰金币上出现了所谓的纹章式老鹰，但这种设计一直到1797年才开始出现在鹰金币上，半鹰金币则是从1798年开始采用。斯科特设计的前一种鹰金币被戏称为“朴素老鹰”，一共生产了3年，但数量相对而言却很少，只有1万3344枚。
一些刻有年份1797的模具在最后一个数字“7”上新刻上数字“8”，这样铸出来的硬币归类为“1798/7”类，但此后这些年份没有再因为进入新年而重刻，都还是保留1798字样。不过，有些1797年版模具没有重刻，并且这些模具即便是在“1798/7”类硬币投产后仍在生产。由于年份是刻在硬币正面，因此背面的模具都是相同的，那些采用1797年版老模具压制硬币的反面就呈现出更加明显的磨损情况。1798年及以后生产的鹰金币正面都只有13颗星，不过有部分“1798/7”类鹰金币左边有9颗星，右边4颗，其他的则是左边7颗，右边6颗。铸币局在1798年只生产了2000枚鹰金币，但到了次年，市场对鹰金币的需求激增，因此铸币局打造了超过3万7000枚。
根据当时的贵金属价格计算，黄金的价格相当于白银的15倍。到19世纪末时，金银价格比已经上升到15.75比1。在这样的情况下，使用银币购买金币、以及向欧洲出口黄金就成为有利可图的营生。到了1800年，美国市场已经没有黄金流通。1801年时，铸币局已没有贵金属来源，杰弗逊政府甚至打算让铸币局关门大吉。鹰金币在出口中更为热门，因为它尺寸较大，所以更便于操作。虽然铸币局并没有关闭，但总统托马斯·杰斐逊还是在1804年12月31日下令停止鹰金币和银元生产，为头巾头像鹰扬系列硬币划上句点。钱币经销商兼作家昆汀·戴维·鲍尔斯指出，虽然大部分鹰金币还保留在美国境内，但外流的金币已经足以让铸币工作没有必要继续下去。
金鹰硬币直到1838年才得以恢复，国会通过法案降低了美国硬币的含金量，消除硬币外流的诱因，这些新的金币则是由铸币局首席雕刻师克里斯蒂安·戈布雷希特设计。

## 1804年发行币

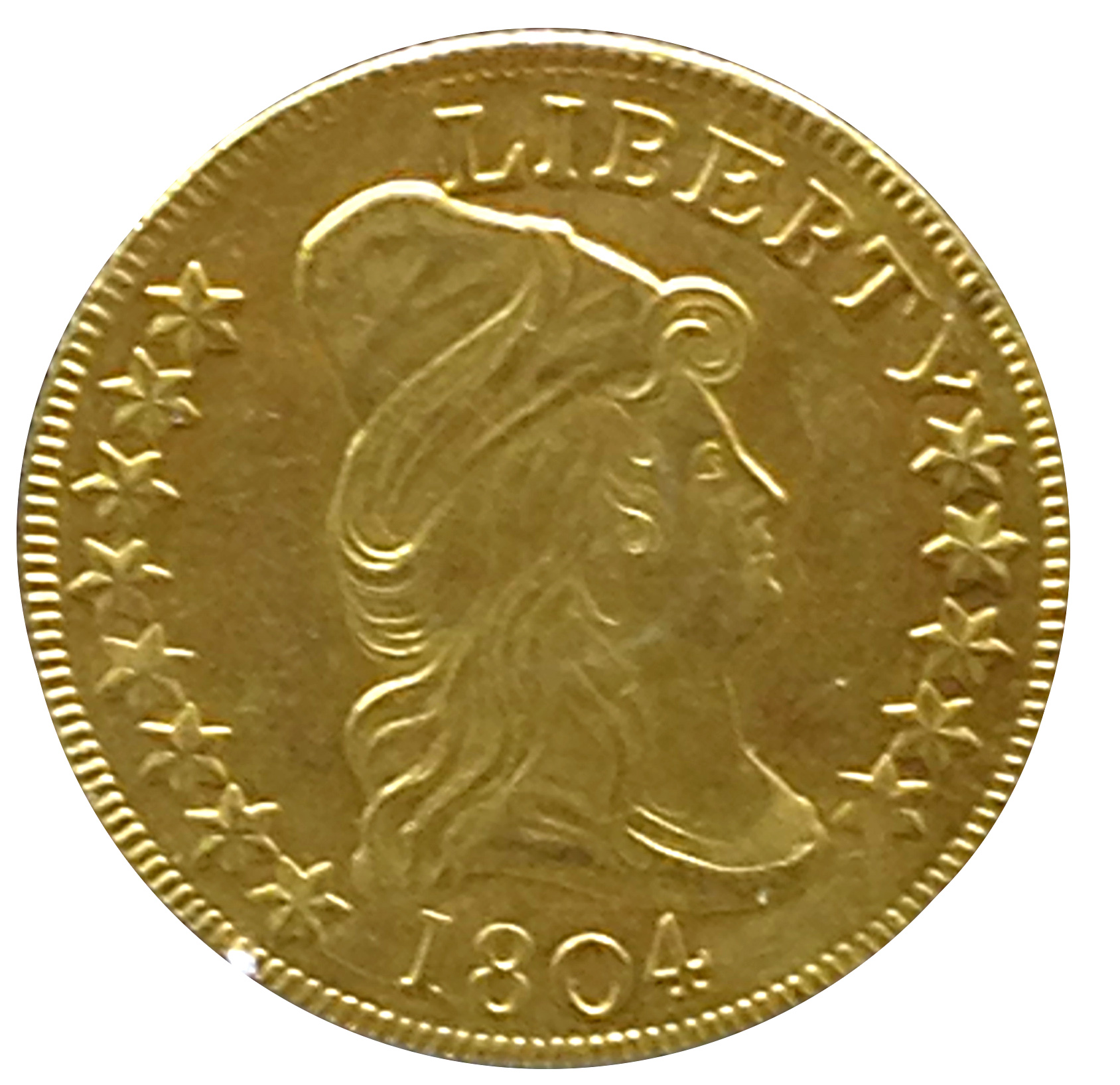
1804年的“Crosslet 4”品种鹰金币

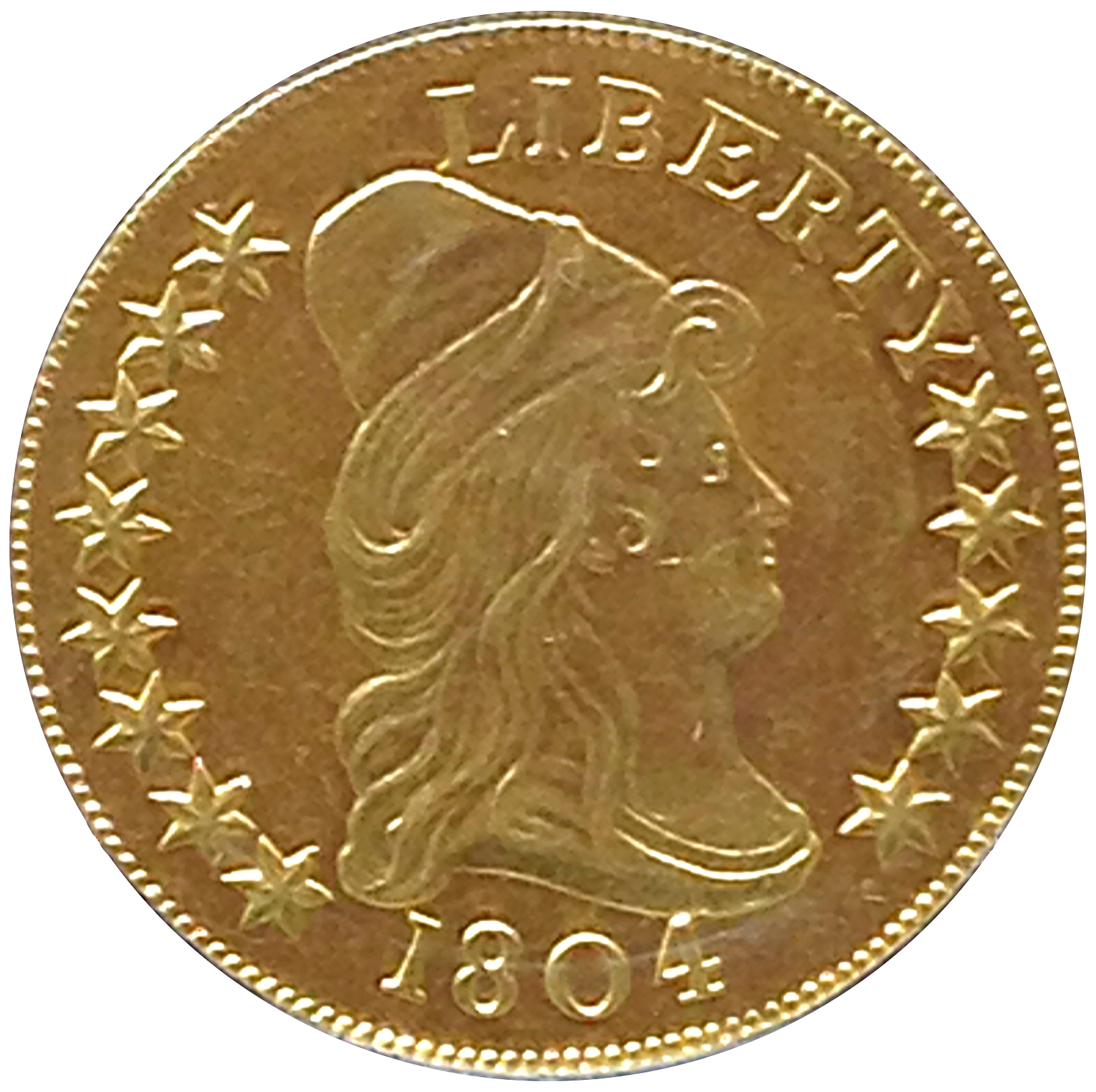
世界上仅有的一枚予以公开展示的1804年“朴素4鹰”

铸币局于1804年生产的鹰金币中有部分所刻年份是1803，刻有1804的鹰金币在这年里一共生产了3757枚。这3757枚金币属“ 4”品种（刻有年份“1804”的“朴素老鹰”被称为“朴素4鹰”，其上的数字4一直延长到硬币右侧边缘，仿佛一小截投影，“ 4”品种则是在前述投影的末端存在一小截垂直伸出的线条，与投影交叉），有许多都在当年熔毁，如今尚存的数量很少且极具收藏价值。根据理查德·约曼（Richard S. Yeoman）2012年发行的美国硬币估价“红皮书”，一枚成色在谢尔顿硬币分级标准中达到几乎未经流通过的-63级的“ 4”品种硬币价格高达12万5000美元，如果是成色略差，接近未流通过的-50级，其价格也有5万5000美元。19世纪50年代，钱币收藏成为越来越多人的兴趣爱好，硬币的价格也已经上涨到超过熔融后获得的贵金属价格，许多留存下来的头巾头像鹰扬金币就是在这一时期经交易代理商卖给钱币经销商和收藏家。
1834年，美国联邦政府打算将当时的美国硬币制成套装，送给亚洲4个国家的统治者，这4个国家中有些已经同美国缔结条约，有些尚未，但美国希望能够与之缔结条约。虽然1804年后铸币局就没有再生产过银元和鹰金币，但这两种仍然属于当时的美国硬币。如果在新铸造的硬币上刻上铸造年份，那么这些硬币就会有违杰弗逊多年前的禁令，更不用说该禁令这时仍然有效。最后铸币局局长塞缪尔·摩尔（Samuel Moore）决定，铸造刻有1804年份的银元和鹰金币并入套装，据此铸造的鹰金币只有4枚。这4枚金币与30年前铸造的流通币不同，数字4的投影末端没有垂直线条与之交叉。有两套硬币经外交官埃德蒙·罗伯茨分别送给了阿曼苏丹和泰国国王，但罗伯茨在曼谷感染了疾病，然后被送至澳门，于1835年6月去世。剩下的两套硬币于是又送回了铸币局。
1869年，《美国钱币学杂志》重制了一枚“朴素4鹰”，首次证明了这一品种的存在。这一品种的意义和历史曾长期受到忽视，即便是这次证明也没有激起多大波澜。这种硬币是如何回到美国政府手中，并且又是如何失散的均不得而知。当年罗伯茨送给泰国国王的一套硬币之后由安娜·李奧諾文斯的后人经拍卖售出，李奥诺文斯曾于19世纪60年代担任拉玛四世国王众多孩子们的教师，但人们也无从证实这套硬币究竟是如何成为李奥诺文斯所有。如今，这4枚鹰金币中有3枚属私人收藏，第4枚则是小哈里·巴斯（Harry W. Bass, Jr.）所有，在科羅拉多州科罗拉多斯普林斯的美国钱币协会钱币博物馆展示。当年送给泰国国王的全套硬币最新一次转手的价格是850万美元。多年从事钱币经销的阿尔巴尼斯认为，原属泰国国王的这套硬币中的鹰金币并非原版，已经转卖给了收藏家，再购买了另一枚1804年“朴素4鹰”代替。

### 脚注
1. ↑  Albanese 2009，第54–55頁.
2. ↑  Hobson 1971，第113頁.
3. ↑  Lange 2006，第25–26頁.
4. 1 2  Albanese 2009，第61頁.
5. 1 2 3  Breen 1988，第512頁.
6. 1 2 3 4  Albanese 2009，第57–59頁.
7. 1 2 3 4 5 6 7  Breen 1967.
8. ↑  Albanese 2009，第60–61頁.
9. 1 2 3  Vermeule 1971，第35頁.
10. ↑  Breen 1988，第518–519頁.
11. ↑  Lange 2006，第18頁.
12. 1 2  Breen 1988，第544頁.
13. ↑  Breen 1988，第545頁.
14. ↑  Albanese 2009，第63–64頁.
15. 1 2  Guth & Garrett 2005，第135頁.
16. 1 2  Hobson 1971，第113, 115頁.
17. ↑  Albanese 2009，第62–63頁.
18. ↑  Bowers 2001，第310–314頁.
19. ↑  Garrett & Guth 2008，第317–318頁.
20. ↑  Guth & Garrett 2005，第136頁.
21. ↑  Hobson 1971，第115頁.
22. ↑  Lange 2006，第41頁.
23. ↑  Breen 1988，第546頁.
24. ↑  Bowers 2001，第298頁.
25. ↑  Yeoman 2012，第312頁.
26. ↑  Hobson 1971，第116頁.
27. ↑  Garrett & Guth 2008，第320頁.
28. ↑  Yeoman 2012，第311頁.
29. ↑  Bowers 2001，第208頁.
30. ↑  Albanese 2009，第134–138頁.
31. 1 2  Julian 1993，第434頁.
32. ↑  Albanese 2009，第144–145頁.
33. ↑  Albanese 2009，第150–153頁.

### 书目
- Albanese, Dean. . New York, N.Y.: Harris Media. 2009. ISBN 978-0-9799475-2-0.
- Bowers, Q. David. . Dallas, Tex.: Harry W. Bass, Jr. Foundation. 2001. ISBN 0-943161-88-6.
- Breen, Walter. . Numismatic Scrapbook Magazine. 1967-09-25: 1723–1729.
- Breen, Walter. . New York, N.Y.: Doubleday. 1988. ISBN 978-0-385-14207-6.
- Garrett, Jeff; Guth, Ron.  second. Atlanta, GA.: Whitman Publishing. 2008. ISBN 978-0-7948-2254-5.
- Guth, Ron; Garrett, Jeff. . Atlanta, GA.: Whitman Publishing. 2005. ISBN 978-0-7948-1782-4.
- Hobson, Walter. . Garden City, N.Y.: Doubleday and Co. 1971. ISBN 978-0-385-08137-5.
- Lange, David W. . Atlanta, GA.: Whitman Publishing. 2006. ISBN 978-0-7948-1972-9.
- Vermeule, Cornelius. . Cambridge, MA.: The Belknap Press of Harvard University Press. 1971. ISBN 978-0-674-62840-3.
- Yeoman, R.S.  4th. Atlanta, GA.: Whitman Publishing. 2012. ISBN 978-0-7948-3736-5.
- Julian, R.W. Bowers, Q. David , 编. . Wolfeboro, New Hampshire: Bowers and Merena Galleries. 1993. ISBN 0-943161-48-7.